# Stomatium fulleri
Stomatium fulleri är en isörtsväxtart som beskrevs av L. Bol. Stomatium fulleri ingår i släktet Stomatium och familjen isörtsväxter. Inga underarter finns listade i Catalogue of Life.